# Sabella spallanzanii
Lo spirografo (Sabella spallanzanii Gmelin, 1805) è un anellide policheta canalipalpato della famiglia dei Sabellidae, dall'esterno vagamente somigliante ad un antozoo ma in realtà appartenente a tutt'altro tipo di animali.

## Descrizione

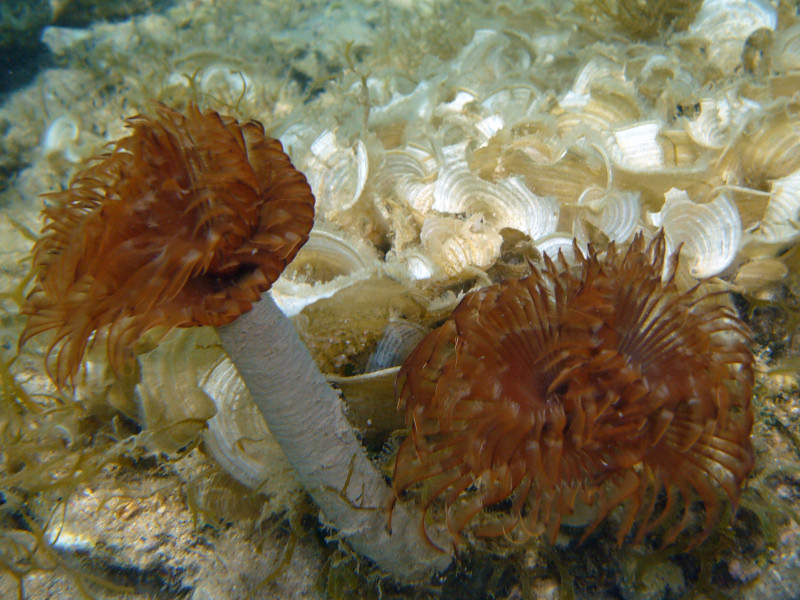
Due spirografi sul fondale della costa Dalmata.

Vive all'interno di un tubo di consistenza cartacea, prodotto dall'animale, dentro cui si ritira in caso di pericolo. È munito nella zona cefalica di branchie filiformi ricoperte di cilia e di ghiandole mucose, la cui funzione è di invischiare le particelle alimentari. Queste hanno una colorazione che alterna giallo-marrone, marrone scuro e bianco.

## Alimentazione e comportamento
È un tipico animale filtratore, che si nutre di plancton e detrito in sospensione.

## Habitat e distribuzione
Specie tipicamente bentonica, vive su fondali mobili, sabbiosi o fangosi. Reperibile pressoché in tutti i mari, anche a grandi profondità. Comune nel Mar Mediterraneo orientale, più raro in quello occidentale.